# James Fauntleroy
 (février 2012).
Si vous disposez d'ouvrages ou d'articles de référence ou si vous connaissez des sites web de qualité traitant du thème abordé ici, merci de compléter l'article en donnant les références utiles à sa vérifiabilité et en les liant à la section « Notes et références ».
James Fauntleroy est un auteur-compositeur-interprète de R&B américain, né le 16 mai 1984 à Inglewood (Californie).
Ancien membre de The Underdogs, Fauntleroy travaille depuis avec le groupe de production The Y's. Il est le président par intérim du collectif 1500 or Nothin'. Il est signé sur le label Roc Nation.
Il est surtout connu pour ses chansons No Air par Jordin Sparks (featuring Chris Brown), Take You Down et Superhuman par Chris Brown, et Love Sex Magic par Ciara. Il a coécrit six titres pour Rihanna sur l'album Rated R. En 2011, il chante sur six chansons de Common, sur l'album The Dreamer/The Believer[réf. souhaitée]. En 2012, il a chanté et a participé à l'écriture de la chanson Clique de Jay-Z,Kanye West et Big Sean de l'album Cruel Summer du label de Kanye West GOOD Music. En 2013, au lancement de la tournée mondiale de Beyoncé, The Mrs Carter Tour, Drake sort un morceau nommé Girls love Beyoncé, hommage à la célèbre chanteuse. James Fauntleroy participe, il y chante le refrain, sample de Say My Name.